# Kulturhistorisk museum

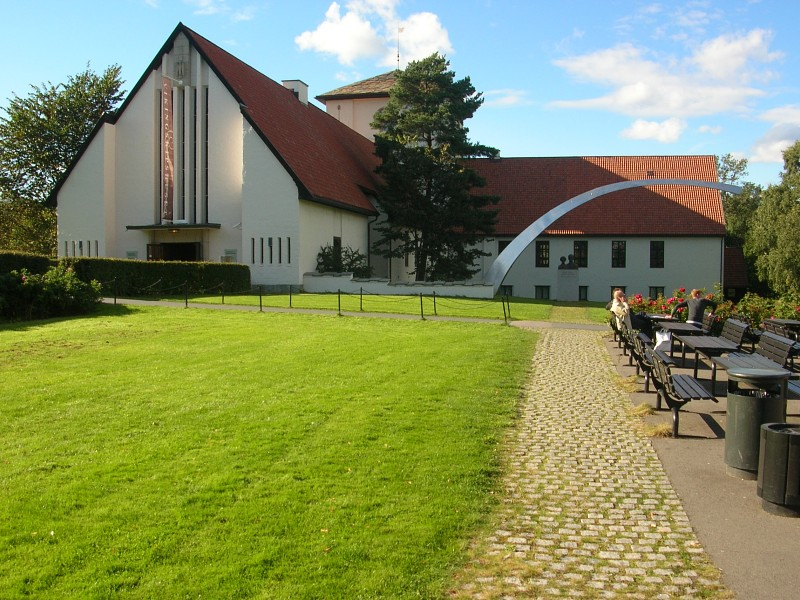
Vikingskipshuset

Kulturhistorisk museum (KHM) är en museiverksamhet vid universitetet i Oslo. Verksamheten tillkom 1999 under namnet Universitetets kulturhistoriske museer då Oldsaksamlingen (med Vikingskipshuset, Myntkabinettet och Etnografisk museum) slogs samman till en organisation. 2004 ändrades namnet till Kulturhistorisk museum.
Museet håller bland annat till i Historisk museum på Tullinlökka, samt på Frederiksgate 3 och St. Olavs gate 29 i Oslo. Vikingskipshuset ligger på Bygdøy i Oslo.